# Tampa Open 1992
Il Tampa Open 1992 è stato un torneo di tennis giocato sulla terra rossa. È stata la 5ª edizione del torneo, che fa parte della categoria World Series nell'ambito dell'ATP Tour 1992. Si è giocato ad Tampa negli Stati Uniti dal 13 al 19 aprile 1992.

## Campioni

### Singolare maschile
Jaime Yzaga ha battuto in finale  MaliVai Washington con il punteggio di 3–6 6–4 6–1

### Doppio maschile
Mike Briggs /  Trevor Kronemann hanno battuto in finale  Luiz Mattar /  Andrej Ol'chovskij con il punteggio di 7–6, 6–7, 6–4